# Ніколя де Соссюр
Ніколя де Соссюр (фр. Nicolas de Saussure; 28 вересня 1709 - 26 жовтня 1791) — швейцарський агроном, засновник наукової династії де Соссюр.
Провів практично все життя на своїй фермі недалеко від Женеви. Написав ряд книг про вирощування пшениці та її захворювання.
В 1740 році навчався веденню лісового господарства в Англії. Пізніше став фахівцем у галузі захворювань зернових і виноградників.
В кінці життя виступив з натурфілософським трактатом «Вогонь, або Підстава плодоносності рослин і родючості землі» (фр. «Le Feu, Principe de la fécondité des plantes et de la fertilité de la terre»; 1782).